# Use Your Illusion I (DVD)
Pour les articles homonymes, voir Use Your Illusion.
 (décembre 2022).
Si vous disposez d'ouvrages ou d'articles de référence ou si vous connaissez des sites web de qualité traitant du thème abordé ici, merci de compléter l'article en donnant les références utiles à sa vérifiabilité et en les liant à la section « Notes et références ».
Use Your Illusion I est un enregistrement vidéo live du groupe de hard rock américain Guns N' Roses. Il a été enregistré au Japon, au Tokyo Dome, le 22 février 1992. Le DVD a été publié par Geffen Records et UZI Suicide Record Co.. C'est la première partie du spectacle. On peut voir la seconde sur le DVD Use Your Illusion II.

## Invités / Participants
- Teddy Zigzag : Harmonica, synthétiseur

## Liste des morceaux
1. Introduction
2. Nightrain
3. Mr. Brownstone
4. Live and Let Die
5. It's So Easy
6. Bad Obsession
7. Attitude
8. Pretty Tied Up
9. Welcome to the Jungle
10. Don't Cry
11. Double Talkin’ Jive
12. Civil War
13. Wild Horses
14. Patience
15. November Rain